# Monhystera paraambigua
Monhystera paraambigua är en rundmaskart som beskrevs av Allgen 1933. Monhystera paraambigua ingår i släktet Monhystera och familjen Monhysteridae. Inga underarter finns listade i Catalogue of Life.